# 赫苏斯·科罗纳 (1981年)
何塞·德赫苏斯·科罗纳（西班牙語：José de Jesús Corona，1981年1月26日—），墨西哥男子足球运动员，司职守门员。他曾代表墨西哥参加2004年和2012年夏季奥林匹克运动会足球比赛，其中2012年奥运会获得一枚金牌。

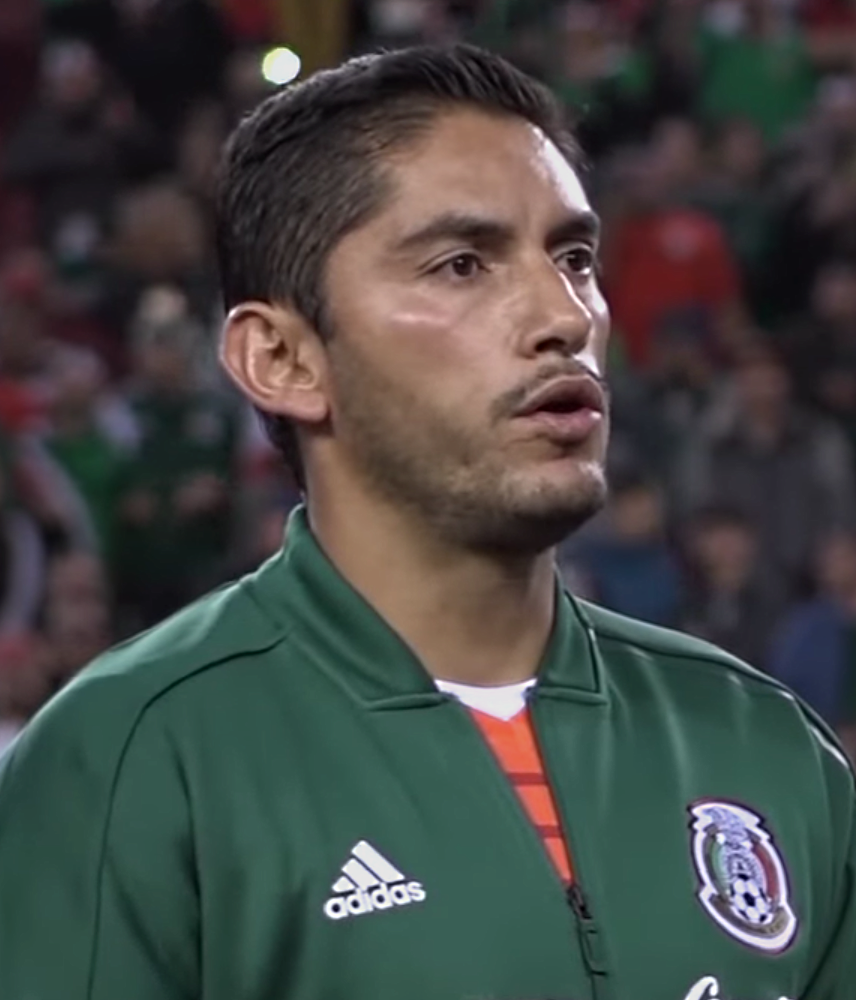
2018年